# Przełożeni ławry Poczajowskiej
Lista znanych z imienia przełożonych monasteru Zaśnięcia Matki Bożej, a następnie ławry Poczajowskiej.

## Klasztor prawosławny[1]
- Metody (?) - 1219-1228[2]
- Hiob (Żelezo), 1604-1648
- Samuel (Dobrzański), 1648-1658

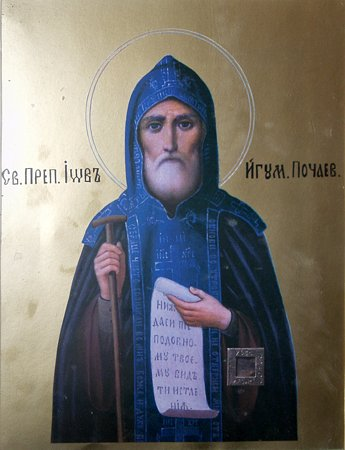
Hiob Poczajowski

- Doroteusz (Tretjakowicz), 1658-1659
- Dosyteusz, 1659-1666
- Efrem (Szacki), 1666-1668
- Sofroniusz (Podczajowski), 1668-1669
- Kalikst (Mekowski), 1669-1675
- Teodozjusz (Lewicki), 1675-1683
- Józef (Dobromirski), 1683-1689
- Kasjan (Rybczyński), 1689-1690
- Eutymiusz (Morawski), 1690-1693
- Innocenty (Jagielnicki), 1693
- Hiacynt (Żukowski), 1693-1699
- Józef (Sajewicz), 1699-1711
- Łukasz (Palechowski), 1711-1714
- Justynian (Radznkiewicz), 1714-1715
- Arseniusz (Kaczerowski), 1715-1716
- Pachomiusz (Zabłocki), 1716-1720
- Gedeon (Lewicki), 1720

## Klasztor unicki
- Teodozjusz Rudnicki (Lubieniecki), po 1720-1730[3]
- Gedeon Kozubski, od 1730[3]
- Leon Demkowicz, od 1808, odprawiał swe funkcję kapłańskie według obrządku łacińskiego[4]

## Klasztor prawosławny[1]

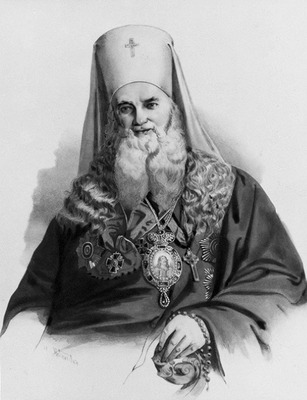
Antoni (Rafalski), namiestnik Ławry w latach 1832-1834

Od 1832 honorowymi przełożonymi (cs. swiaszczennoarchimandrit) Ławry Poczajowskiej byli biskupi wołyńscy, których w codziennym zarządzaniu monasterem zastępowali namiestnicy noszący godność archimandryty. Funkcję tę pełnili kolejno: 
- Antoni (Rafalski), 1832-1834
- Grzegorz (Niemołowski), 1834-1848
- Neofit (Lełnowicz), 1848-1860
- Ambroży (Łotocki), 1860-1865
- Teodozjusz, 1865-1868
- Paweł, 1868
- Michał, 1868-1871
- Smaragd, 1871-1872
- Jan (Jakubowicz), 1872-1883
- Geroncjusz, 1883-1884
- Walenty, 1884-1886
- Modest (Komissariewski), 1886-1891
- Ireneusz, 1891-1895
- Filaret, 1895-1990
- Ambroży, 1900-1905
- Tymołaj, 1905-1912
- Paisjusz, 1912-1920

Po uzyskaniu przez Polski Autokefaliczny Kościół Prawosławny autonomii, a następnie autokefalii, honorowe zwierzchnictwo Ławry Poczajowskiej należało do metropolity warszawskiego i całej Polski. 
- Damaskin (Maluta), 1920-1931
- Paisjusz, ponownie, 1931
- Nikodem (Gontarienko), 1931-1932
- Pantelejmon (Rudyk), 1931-1940

W 1939 Ławra Poczajowska ponownie przyjęła jurysdykcję Rosyjskiego Kościoła Prawosławnego. Nie przywrócono jednak historycznego zwierzchnictwa nad nią biskupów wołyńskich. 

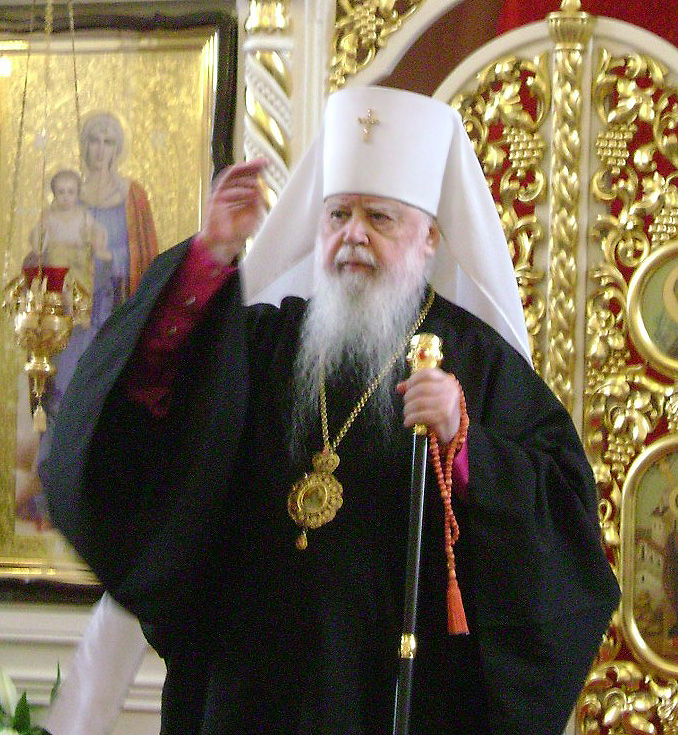
Mikołaj (Szkrumko), przełożony w latach 1982-1985

- Pankracy (Gładkow), 1940-1943
- Pankracy (Kaszperuk), 1943-1946
- Elizeusz, 1946
- Józef (Zabarny), 1946-1950
- Innocenty (Leofierow), 1950-1953
- Sebastian (Pyłypczuk), 1953-1962
- Bartłomiej (Babiak), 1962-1964
- Augustyn (Szkwarko), 1964-1970
- Samuel (Wołyneć), 1971-1974
- Jakub (Panczuk), 1974-1982
- Mikołaj (Szkrumko), 1982-1985
- Marek (Petrowcy), 1985-1988
- Onufry (Berezowski), 1988-1990
- biskup poczajowski[a] Jakub (Panczuk), ponownie, 1990-1992
- biskup poczajowski Teodor (Hajun), 1992-1996
- biskup, następnie arcybiskup i metropolita poczajowski Włodzimierz (Moroz), od 1996